# Beaurepaire-sur-Sambre
Beaurepaire-sur-Sambre ist eine französische Gemeinde mit 277 Einwohnern (Stand 1. Januar 2022) im Département Nord in der Region Hauts-de-France. Sie gehört zum Kanton Avesnes-sur-Helpe im Arrondissement Avesnes-sur-Helpe. Die Bewohner nennen sich Beaurepairois(es).

## Lage
Die Gemeinde Beaurepaire-sur-Sambre liegt 42 Kilometer ostsüdöstlich von Cambrai und grenzt im Süden an das Département Aisne. Die Nachbargemeinden sind Prisches im Westen und Norden, Petit-Fayt im Norden, Cartignies im Osten, Fontenelle im Südosten, Le Nouvion-en-Thiérache im Süden sowie Barzy-en-Thiérache im Südwesten. Das Gemeindegebiet wird vom Fluss Rivièrette durchquert, die Südgrenze der Gemeinde bildet streckenweise der Oberlauf der Sambre (hier Ruisseau de France genannt).

## Bevölkerungsentwicklung
| Jahr                       | 1962 | 1968 | 1975 | 1982 | 1990 | 1999 | 2008 | 2013 | 2020 |
| Einwohner                  | 391  | 347  | 327  | 251  | 266  | 258  | 250  | 254  | 268  |
| Quellen: Cassini und INSEE |      |      |      |      |      |      |      |      |      |

## Sehenswürdigkeiten
- Kirche´Saint-Jean-Baptiste
- Oratorien
- Kriegerdenkmal

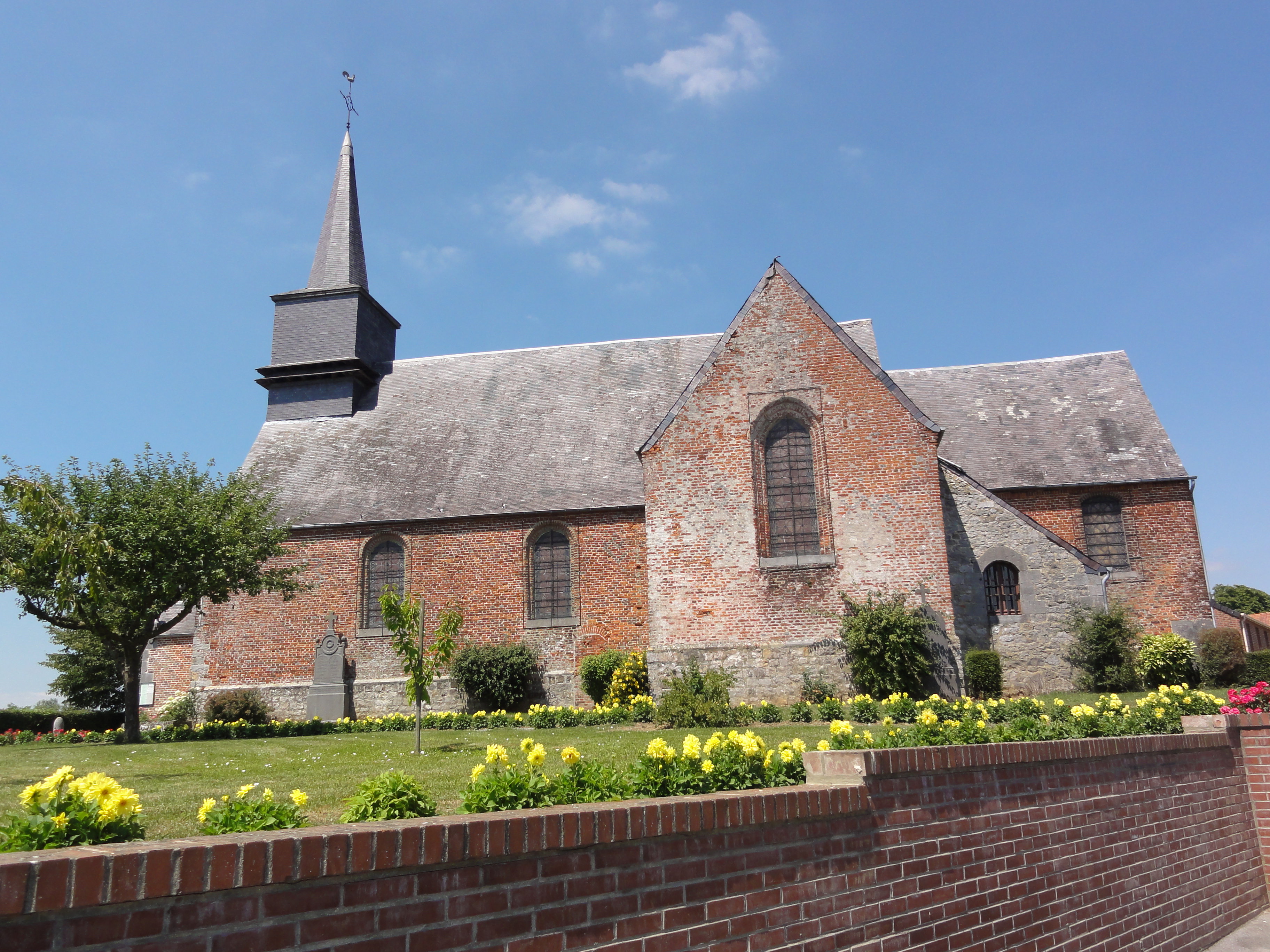
Kirche Saint-Jean-Baptiste
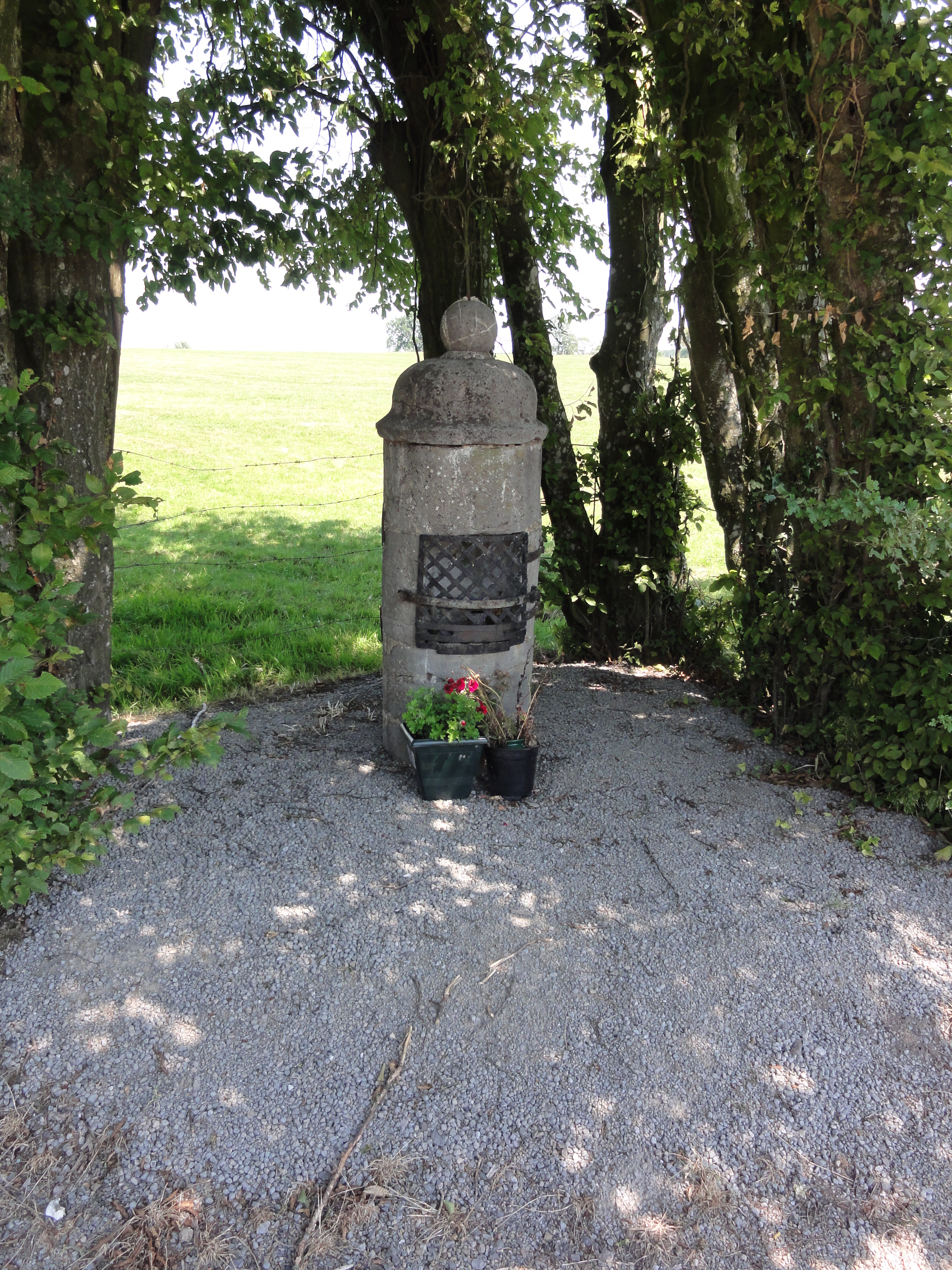
Oratorium östlich des Dorfkerns
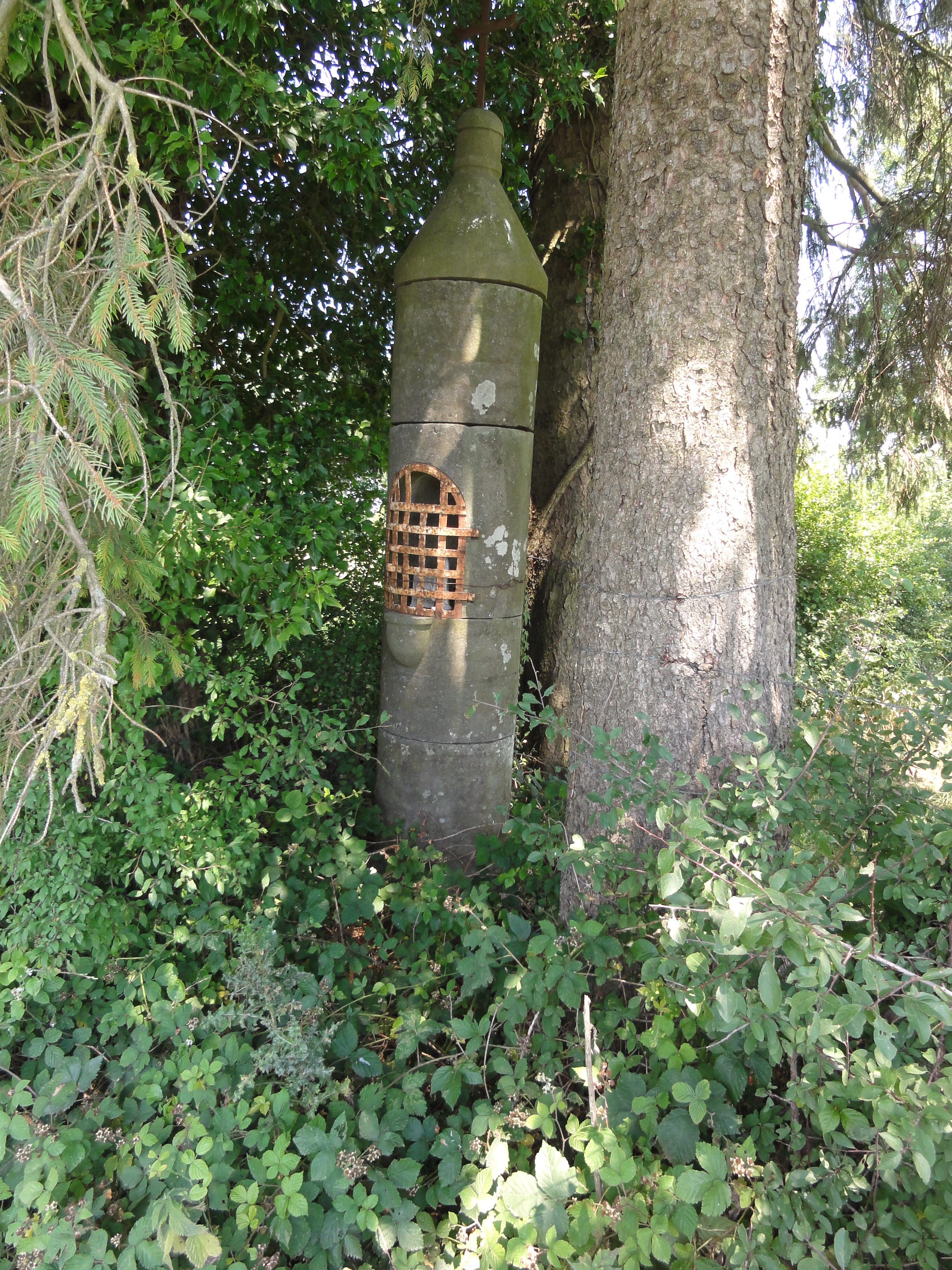
Oratorium an der D324
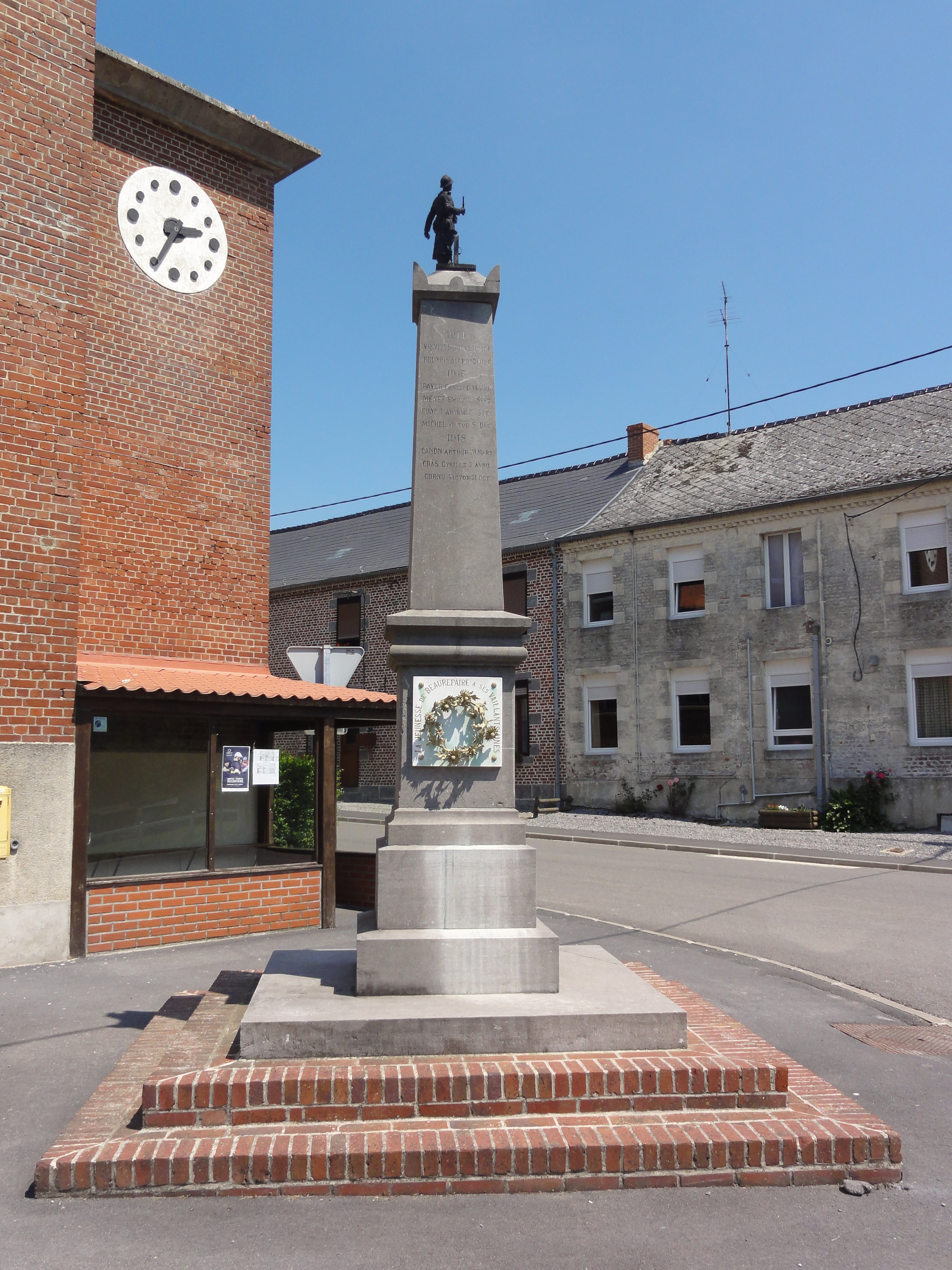
Gefallenendenkmal